# 佩多西 (波格列比謝區)
49°26′24″N 29°13′46″E / 49.44000°N 29.22944°E
佩多西（烏克蘭語：Педоси），是烏克蘭的村落，位於該國西南部文尼察州，由文尼察區負責管轄，面積2.36平方公里，海拔高度228米，2001年人口537，人口密度每平方公里227.54人。